# 1962年密西西比大学骚乱

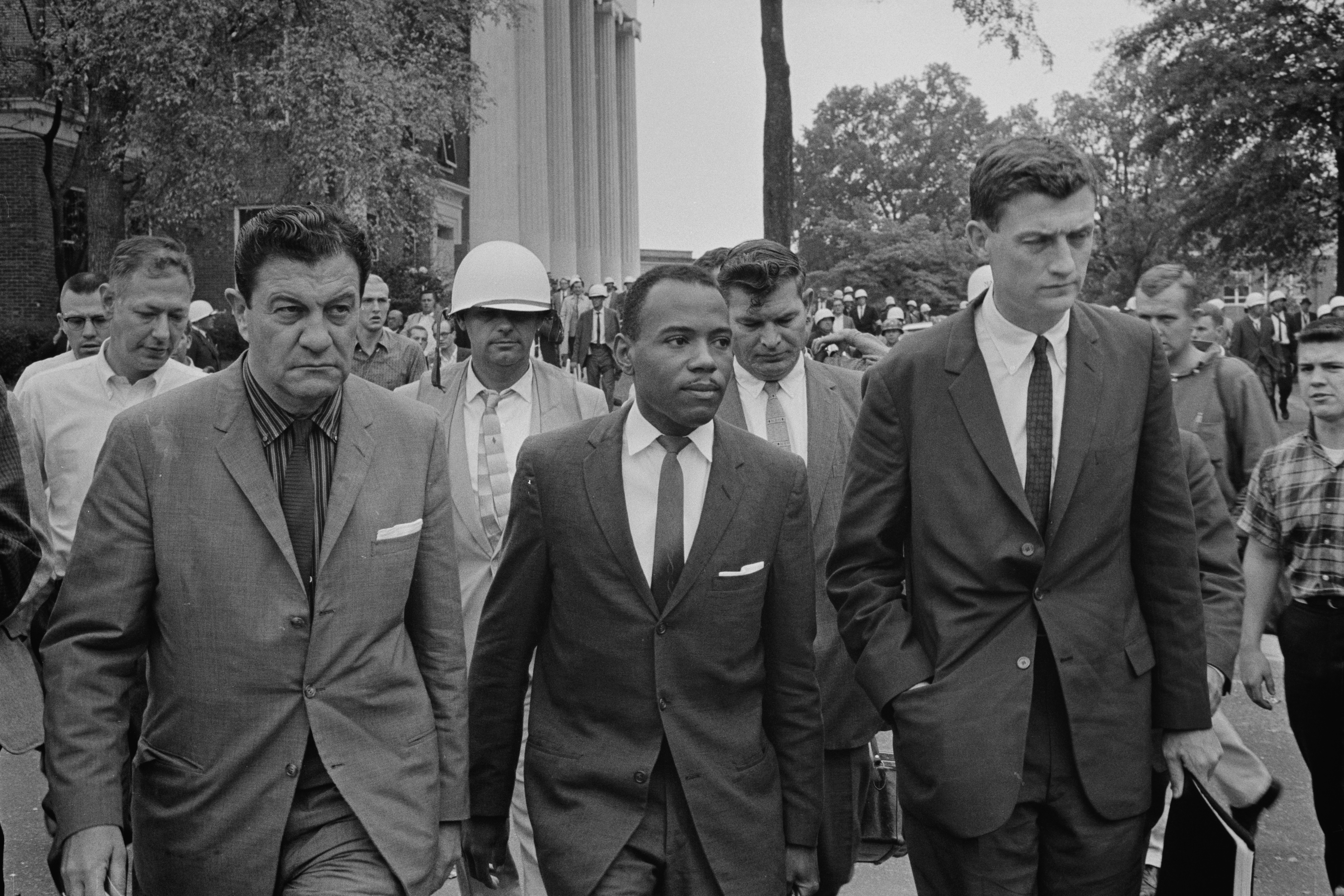
在聯邦法警詹姆斯·J·P·麦克沙恩（左）及司法部民權司檢察官助理約翰·多爾（右）陪同下，詹姆斯·梅瑞狄斯走到密西西比大学教室

1962年密西西比大学骚乱（英語：Ole Miss riot of 1962）于1962年9月29日晚间，在南方种族隔离主义平民和邦联部队间展开。种族隔离主义者不滿密西西比大学招收美军退伍黑人军人詹姆斯·梅瑞狄斯（James Meredith）成為新生而发起抗议。抗议首日晚上，两名平民，包括一位法國記者被打死，逾70人受傷。衝突結束後，分配到學校的法警共有三分之一受傷。
1954年，美国最高法院在布朗诉托皮卡教育局案中，裁定公立学校的种族隔离违反宪法。梅雷迪斯因拥有空军退伍军人的资深经验，并在杰克逊州立大学以优异成绩完成课程，而作为合法学生被录用。约翰·肯尼迪总统政府，曾与州長巴奈特·罗斯及其幕僚，就保护梅雷迪斯进行会谈，但巴奈特公开宣称要维持大学的种族隔离。骚乱被镇压数周后，州和联邦官员相互指责和推卸责任。